# Andrea Colonna di Stigliano (4e prince de Sonnino)
Andrea Colonna di Stigliano (né en 1748 et mort en 1820 à Naples) était un militaire et homme d'état napolitain pendant la période napoléonienne.

## Biographie
Né à Naples en 1748, Andrea était le fils de Marcantonio Colonna di Stigliano, 3e prince de Sonnino et de son épouse Giulia d'Avalos d'Aquino d'Aragon.
À la mort de son père en 1796, il lui succéda dans les fiefs de sa famille et avec le titre de prince de Sonnino, un fief qu'il décida de vendre, la même année, à la lignée première des princes Colonna di Paliano titre princier sur le fief de Stigliano, propriété ancestrale de sa famille. En 1796, il obtint le statut de grand d'Espagne et, en 1791, il fut élu au siège de Porto. La même année, il fut nommé gentilhomme de la chambre du roi de Naples.
Engagé dans une carrière militaire au début de la révolution napolitaine, il fut d’abord commandant de son propre régiment de volontaires de la marine, puis capitaine de la garde palatine du palais royal de Naples et nommé chevalier de l’ordre de San Gennaro.
Avec l'occupation française du royaume de Naples, il embrasse immédiatement la cause de Joseph Bonaparte et en a été largement récompensé par son titre de chambellan obtenu en 1806. Peu de temps après, il fut nommé colonel des gardes provinciaux de Naples et des îles du Golfe, obtenant dès 1808 le titre de grand chambellan du royaume des Deux-Siciles sous le gouvernement de Joachim Murat qui lui attribua également les décorations de commandeur de la Légion d'honneur française et de grand dignitaire de l'ordre des Deux-Siciles.
Avec la restauration des Bourbons, il se retira de la scène politique et mourut à Naples en 1820.

## Distinctions
- Chevalier de l'ordre de Saint-Janvier (royaume de Naples)
- Commandeur de l'ordre de la Légion d'Honneur (Empire français)
- Chevalier grand-croix de l'ordre royal des Deux-Siciles (royaume des Deux-Siciles)

## Famille
Le 9 février 1776 à Bagnara Calabra il épousa Cecilia Ruffo di Sant'Antimo, fille de Carlo Ruffo, 5e prince de Sant'Antimo et de son épouse Anna Cavaniglia des ducs de San Giovanni Rotondo.
Le couple a eu les enfants suivants :
- Maria Giulia (1783-1867), mariée à Giangirolamo Acquaviva d'Aragona, 22e duc d'Atri, neveu de la lignée Príncipe Frederico Giuseppe né en (1954)
- Ferdinando (1785-1834), 2e prince de Stigliano, marié à Giovanna Doria d'Angri et en deuxième mariage à Anna Doria, sœur de sa première femme
- Marcantonio (1786-1853), lieutenant colonel de l'armée napolitaine, marié à Clementina Raimondi
- Carlo (1787-1860), diplomate, a épousé Emilia Ciardulli.
- Maria Ippolita (1792-1867), mariée à Francesco Imperiali, 6e prince de Francavilla
- Maria Luisa (1795-1855), mariée à Marzio Mastrilli, 1er duc de Gallo, et au second mariage de Diego Pignatelli d'Angiò des princes de Noia
- Maria Clelia (1797-1871), mariée à Francesco Maria Correale, comte de Terranova
- Filippo (1799-1870), officier de cavalerie de l'armée de Naples, épouse Maria Luisa Hueber
- Lorenzo (1802-1856), officier de la garde royale de Naples, épouse la marquise Olimpia Monticelli della Valle
- Giuseppe (1807-1876), sénateur du royaume d'Italie et maire de Naples